# Индустријска географија
Индустријска географија је грана економске географије, а у склопу друштвене географије. Бави се истраживањем индустрије као појаве и фактора у географској средини. Проучава локацију индустрије и факторе који је условљавају, њену структуру зависно од чинилаца, као и утицај на глобалном, националном и регионалном плану. Решава питања индустријске регионализације и према свему је једна од најмлађих географских дисциплина.